# Renate Brandscheidt
Renate Brandscheidt (* 20. Februar 1952 in Trier) ist eine deutsche katholische Theologin und war Professorin für Exegese des Alten Testamentes und Biblische Theologie in Trier.

## Leben
Sie studierte von 1970 bis 1976 Theologie und Philosophie in Trier, Freiburg und Bonn. Von 1976 bis 1982 war sie wissenschaftliche Mitarbeiterin am Lehrstuhl für Exegese des Alten Testamentes an der Theologischen Fakultät Trier und Religionslehrerin am Friedrich-Spee-Gymnasium Trier. Von 1983 bis 2000 war sie Akademische Oberrätin für Biblische Sprachen. Nach der Habilitation 1999 in Mainz lehrte sie seit 2000 als Professorin für Exegese des Alten Testamentes und Biblische Theologie an der Theologischen Fakultät Trier. Seit 2001 ist sie Gastprofessorin an der Universität des Saarlandes (Fachbereich Katholische Theologie). Am 1. April 2018 wurde sie entpflichtet.
Ihre Forschungsgebiete sind Genesis (Urgeschichte und Abrahamgeschichte); Weisheitsliteratur (Kohelet); Prophetie und biblische Theologie. Für das WiBiLex, das deutschsprachige wissenschaftliche Bibellexikon im Internet, verfasste sie die Artikel Blutrache, Glaube (AT), Kain und Abel, und Nacktheit (AT). Von 2010 bis 2024 war sie Schriftleiterin der Trierer Theologischen Zeitschrift (gemeinsam mit Werner Schüßler).

## Schriften (Auswahl)
- Gotteszorn und Menschenleid. Die Gerichtsklage des leidenden Gerechten in Klgl 3 (= Trierer theologische Studien. Band 41). Paulinus-Verlag, Trier 1983, ISBN 3-7902-0043-3 (zugleich Dissertation, Theologische Fakultät Trier 1981/1982).
- Das Buch der Klagelieder (= Erläuterungen zum Alten Testament für die geistliche Lesung. Band 10). Patmos-Verlag, Düsseldorf 1988, ISBN 3-491-77166-8.
  - Das Buch der Klagelieder (= Erläuterungen zum Alten Testament für die geistliche Lesung. Band 13,3). St. Benno Verlag, Leipzig 1989, ISBN 3-7462-0426-7.
- Weltbegeisterung und Offenbarungsglaube. Literar-, form- und traditionsgeschichtliche Untersuchung zum Buch Kohelet (= Trierer theologische Studien. Band 64). Paulinus-Verlag, Trier 1999, ISBN 3-7902-1293-8 (zugleich Habilitationsschrift, Mainz 1999).
- Theologie betreiben – Glaube ins Gespräch bringen. Exegese des Alten Testamentes. Bonifatius, Paderborn 2001, ISBN 3-89710-180-7.
- als Herausgeberin mit Theresia Mende: Schöpfungsplan und Heilsgeschichte. Festschrift für Ernst Haag zum 70. Geburtstag. Paulinus-Verlag, Trier 2002, ISBN 3-7902-1299-7.
- Abraham. Glaubenswanderschaft und Opfergang des von Gott Erwählten. Echter, Würzburg 2009, ISBN 978-3-429-03101-5.
- als Herausgeberin mit Johannes Brantl, Maria Overdick-Gulden und Werner Schüßler: Herausforderung "Mensch". Philosophische, theologische und medizinische Aspekte Schöningh, Paderborn u. a. 2012, ISBN 3-506-77628-2.
- mit Werner Schüßler, Mirijam Schaeidt und Christine Görgen: Hiob. Gott – Mensch – Leid. Echter, Würzburg 2015, ISBN 978-3-429-03817-5.